# Hospital Central de la Cruz Roja San José y Santa Adela
El Hospital Central de la Cruz Roja San José y Santa Adela, conocido popularmente como el Hospital de la Cruz Roja, es un hospital perteneciente al Servicio Madrileño de Salud, que presta servicios como centro de apoyo a otros hospitales de la red, en especial a los del área 5.

## Historia

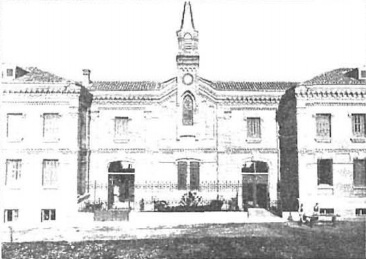
Fachada principal del edificio en 1903, antes de su inauguración. Fotografía de Manuel Compañy.

El hospital se levantó entre 1893 y 1908 bajo la dirección del arquitecto Jośe Marañón y de su discípulo Daniel Zavala. El centro se denominó Casa de Salud San José y Santa Adela como homenaje a quien donó los fondos para su construcción, la noble Adela Balboa y Gómez.
El centro estaría en un principio especializado en enfermedades contagiosas y variolosas, y para atender, especialmente, a los criados y criadas de la Corte. Balboa y Gómez dejó a la fundación las tres cuartas partes de sus bienes y nombró patrono a su médico personal, el ginecólogo Eduardo Castillo y Piñeiro.
En 1893, tras haberse realizado las liquidaciones testamentarias, se compra un terreno para la construcción del hospital, cuyo precio fue de 94.466 pesetas, colocándose la primera piedra el 16 de julio. El edificio se proyectó con cuatro pabellones circundando un espacio rectangular. Se proyectó en ladrillo y estilo gótico neomudéjar, muy en boga en la época, completándose estas obras en 1911.
Sin embargo, al haberse agotado el dinero con el que se levantó el edificio, el centro quedó paralizado durante 5 años. Hasta 1913 no se puso en marcha al constituirse un patronato por instancias de la Reina Victoria Eugenia. En 1918, un Real Decreto confiere el Patronato del Hospital a la Cruz Roja Española y las obras se completan en 1925 con la capilla central, que ya había proyectado Balboa, y la erección de un monumento a la Duquesa de la Victoria.
En los años intermedios se sucedieron diversas incidencias judiciales y sucesivos patronatos, hasta que la necesidad de repatriar y prestar asistencia a los soldados de la guerra de Marruecos propicia la intervención de la duquesa de la Victoria, vicepresidenta de Asamblea de la Cruz Roja, y de la propia reina, Victoria Eugenia de Battemberg.
Al hacerse cargo de la fundación la Cruz Roja, se impulsó y completó lo establecido en sus disposiciones testamentarias por Balboa y Gómez en lo relativo a la creación de una escuela de enfermeras, realizándose las construcciones en un edificio aparte entre 1934 y 1935. En esos primeros años se construyó también la llamada casa de médicos en la calle Doctor Santero, entre 1924 y 1928, otro relevante edificio que después pasó al Instituto Nacional de Previsión y de nuevo a la Cruz Roja en la actualidad.
Ya en nuestros días se construyó un moderno edificio, el Pabellón Victoria Eugenia, que alberga habitaciones de hospitalización, una planta de quirófanos, consultas, administración y lavandería.